# 2007年度全國汽車場地錦標賽
2007年度全國汽車場地錦標，是由中國汽車運動聯合會舉辦的年度汽車場地賽賽事。比赛时间为2007年7月7日至10月14日，共有6场比赛，兩項房車組別共有参赛车队16支，方程式賽事則由康巴斯方程式換成華賽方程式。

## 車隊及車手

### 1600cc組別
| 車隊名稱            | 車隊             | 賽車                     | 輪胎    | 車手（號碼）                         |  |
| 東風日產基亞車隊    | 基亞車隊         | 東風日產騏達             | ADVAN   | 郭海生（1），林立峰(2)               |  |
| 上海大眾333車隊     | 上海大眾333車隊  | 上海大眾Polo勁情         | ADVAN   | 王睿（3），韓寒（5），王佳俊(32)     |  |
| 北京海淀驾校车队    | 北京海淀驾校车队 | 東風雪鐵龍富康16V        | M       | 刘洋（6），陈旭(7)                   |  |
| 威豪车队            | 威豪车队         | 上海大眾Polo／吉利自由艦 | Hankook | 高華揚（8），王浩(9)                 |  |
| 北京现代车队        | 浙江縱橫賽車隊   | 北京現代伊蘭特           | M       | 叶青（10），汤树彦（11），陈沪平(35) |  |
| 天欣赛车队          | 天欣赛车队       | 東風雪鐵龍富康           | --      | 胡云飞（15），黄宁吉(37)             |  |
| 华龙雅伦赛车队      | 华龙雅伦赛车队   | 東風標緻206              | Dunlop  | 王超（16），何子賢（17），朱昱(38)   |  |
| 北京极速车队        | 北京极速车队     | --                       | --      | 林琦（18），刘冉(19)                 |  |
| 东风悦达起亚778车队 | 778车队          | 东风悦达起亚賽拉圖       | Dunlop  | 黄楚涵（20），王少峰(21)             |  |
| 海马运升车队        | 运升车队         | 海馬褔美來2              | --      | 宋戈（22），黄栩羽(23)               |  |

#### 規則變更
- 计时练习成绩中，任何成绩超过最快车手成绩120%的车手将不允许参加决赛，他所获得的发车位将被取消。任何连续3站结束的比赛中，某一个人车手和某一车队中所有报名参赛赛车都因120%限制被取消计时练习成绩和发车位。
- 連續三場賽事都因上述條款不能參加決賽者需接受罰款。
- 1600cc組別強制進站條款取消。

#### 賽情變化
吉利威豪賽車隊首席車手林立峰轉投基亞車隊，由於新的第三車手條款，何曉樂不能留在基亞車隊，因此被外借到2000cc組別的長安福特車隊。

上海大眾333車隊兩名一線車手全面起用由德國大眾全力改裝的發動機，馬力提升至220匹，並由日本改裝商CUSCO調教避震系統，使333在動力和轉灣都有明顯優勢。

吉利汽車從威豪車隊撤資，威豪車隊因此要臨時租用333車隊的舊款Polo賽車參賽，曾一度與上海通用洽談合作未果，由於吉利汽車計劃重返全錦賽，威豪車隊在第三站會重新使用06年度的吉利自由艦參賽，研究重新與吉利汽車合作之可能性。

由於車長和市場策略，北京現代車隊由三廂伊蘭特改為兩廂版，去年333車隊後備車手葉青亦轉投北京現代車隊。

天欣車隊在去季末曾考慮退出場地賽，集中在拉力賽事上，但由於1600cc組別參賽名額有限，有商業價值，但一時未能找到買家，固繼續以最基礎的陣容參賽。

雅倫車隊與香港華龍車隊合作，車手有王超，摩托車手何子賢和女車手朱昱。

北京極速車隊雖然仍然報名參賽，但首兩站仍未見其蹤影。
東風起亞由於去季合作夥伴山東凱捷車隊表現欠佳，轉為與香港778車隊合作。778車隊除了起用原凱捷車隊車手王少峰外，再引入了黃楚函。

新加入的海馬運升車隊車手為宋戈和黄栩羽。

而華晨威虎車隊因華晨車型配上1.6L發動機太重，沒有競爭力，因此退回2000cc組別。

### 2000cc組別
| 車隊名稱            | 車隊         | 賽車                        | 輪胎        | 車手（號碼）                                          |  |
| 東風悅達起亞778車隊 | 778車隊      | 東風起亞賽拉圖              | Dunlop      | 盧雄彪（1），李杰明(2)                                |  |
| 長安褔特賽車隊      | FRD          | 長安褔特褔克斯              | Kumho Tires | 李萬祺（3），何曉樂（4），左小龍(6)                   |  |
| 韓泰輪胎陸方車隊    | 陸方車隊     | 廣州本田雅閣                | Hankook     | 陸淦（7），方世偉（8），宋建成(9)                     |  |
| 個人車手            | 華龍車隊     | 東風標緻307                 | Dunlop      | 苏华龙(10)                                            |  |
| 龙华车队            | 龙华车队     | 天津豐田花冠\廣州豐田凱美瑞 | ADVAN       | 张浩江（11），谭颖（12），周智伟(15)                  |  |
| 海马运升车队        | 运升车队     | 海馬3                       | --          | 杨全胜（16），黄桂华(17)                              |  |
| 华扬赛车队          | 华扬赛车队   | 廣州本田雅閣                | --          | 曾善玺（18），梁大铭（19），张汉标(20)                |  |
| 卢氏雄火蚁赛车队    | 778車隊      | 東風日產陽光                | Dunlop      | 卢家辉（21），卢家俊（22），郑伟文(23) ，吴建荣（25） |  |
| 华晨威虎车队        | 华晨威虎车队 | 华晨中華\華晨駿捷           | --          | 欧阳敏威（26），郭耀强（27），吕文杰\麥家樂(28)       |  |

#### 賽情變化
去屆冠軍778車隊接受東風起亞贊助，賽車由日產陽光換成起亞賽拉圖1.8L版本，由盧雄彪擔綱。其子盧氏兄弟在778車隊支持下，成立盧氏雄火蚁赛车队，使用上屆奪冠的日產陽光賽車。

長安褔特車隊車手李萬祺退居幕後，由1600cc組別的基亞車隊借用何曉樂，並引入新晉車手左小龍擔任第三車手。
陸方車隊繼續使用廣州本田雅閣賽車，並得到韓泰輪胎冠名贊助。
華龍車隊因接受東風標緻贊助，需投放資源參加1600cc組別，並在車隊策略上轉移資源到香港房車賽，因此車隊退出2000cc組別，只由老闆兼車手的蘇華龍在車隊提供技術支援下以個人車手名義參賽。
龍華車隊在車手方面引入女車手谭颖，用車方面，除了保留兩輛1.8L，動力稍遜的豐田花冠外，再引入一輛廣州豐田凱美瑞，凱美瑞體型較大，但動力也較大，中國的賽車場直路比較多，因此成績比舊花冠較好。
海馬運升車隊主用全新的海馬3賽車參賽，排量同樣是1.8L。
華揚賽車隊用車由以往的東風日產陽光換成廣州本田雅閣。
华晨威虎车队分別派出华晨中華和華晨駿捷各兩輛參賽。

### 華賽方程式
賽車和車手仍然在訓練和測試當中，現時每站賽事都有華賽方程式的練習時段，預計在本年度第六站（即最後一站）可以舉行第一場正式賽事。

## 賽程
| 回合     | 日期           | 賽道             |  |
| 第一回合 | 7月7日至8日    | 上海国际赛车场   |  |
| 第二回合 | 6月16日至17日  | 北京金港赛车公园 |  |
| 第三回合 | 7月28日至29日  | 珠海国际赛车场   |  |
| 第四回合 | 8月25日至26日  | 北京金港赛车場*  |  |
| 第五回合 | 9月22日至23日  | 北京金港赛车場*  |  |
| 第六回合 | 10月13日至14日 | 上海国际赛车场   |  |

- 註：成都金港賽車場為新增賽站，上海天馬山賽車場則作為備用賽道和華賽方程式集體測試賽道。
- 註2：由於成都金港賽車場未能如期晉工，故該兩回合賽事移至北京金港賽車場進行。

## 總成績

### 1600cc組別
車隊冠軍：上海大眾333車隊
車手冠軍：韓寒

### 2000cc組別
車隊冠軍：長安福特賽車隊
車手冠軍：陸淦

## 外部連結
- 中國汽車運動會網站（页面存档备份，存于）（簡體中文）